# Archibald Crabbe
Archibald Douglas Brodie Crabbe (ur. 7 marca 1903 w Edynburgu, zm. 12 lipca 1981 w Penn) – brytyjski bobsleista, olimpijczyk.
W 1945 został oficerem Orderu Imperium Brytyjskiego za służbę w północnej Europie podczas II wojny światowej.

## Występy na IO
| Rok  | Igrzyska Olimpijskie | Konkurencja      | Wyniki     |
| 1924 | Chamonix 1924        | czwórki mężczyzn | 5. miejsce |